# Chironomus breviantennatus
Chironomus breviantennatus är en tvåvingeart som beskrevs av Alexander S. Konstantinov 1956. Chironomus breviantennatus ingår i släktet Chironomus och familjen fjädermyggor.
Artens utbredningsområde är Azerbajdzjan. Inga underarter finns listade i Catalogue of Life.